# 思覺敏感

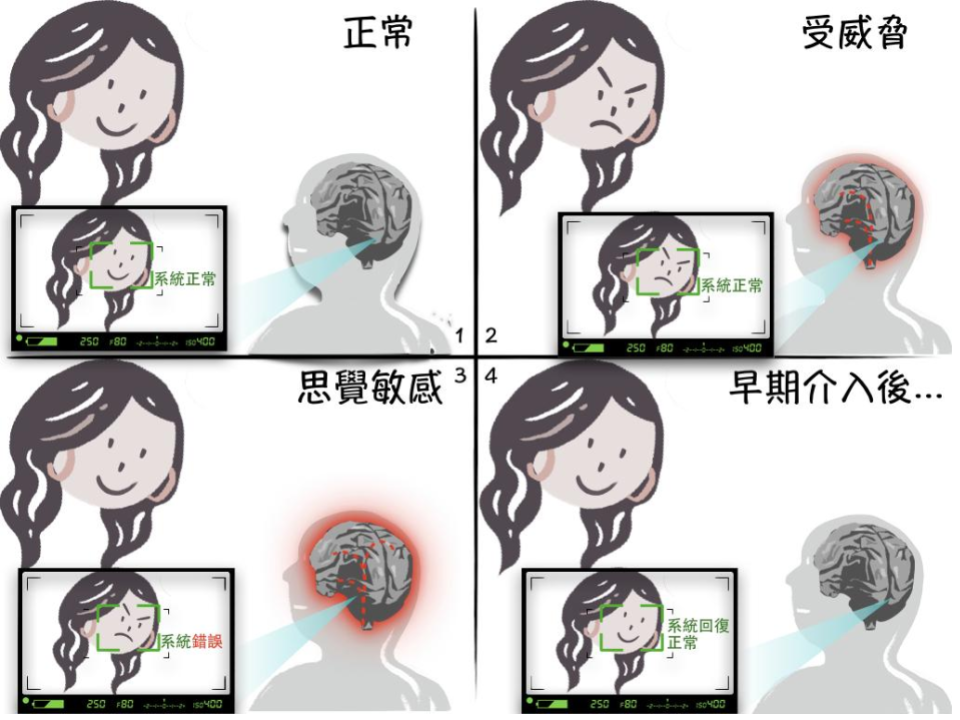
At-risk mental state illustration

思覺敏感或思覺過敏（英語： 或  或 ）是一種負面的心理狀態。一般情況下，大腦能自動調節對環境的敏感度，選擇性地接收較重要的信息；但在壓力下，調節系統可能失靈令大腦作出過敏反應，使人對環境產生錯覺，或誤以為受威脅。「思覺過敏」像病變一樣 ，雖然尚未成病，但若不理會，會影響生活或發展成為精神疾病尤其是思覺失調（psychosis，此为症状，非精神分裂症之疾病），需要身邊親友及早察覺並逕行治療。 

## 名詞的由來
根據過往研究資料顯示，有些人在psychosis病發前，會經歷一段時間的輕性或短暫病徵，雖然當時並未完全發病，卻對日常生活逐漸有所影響。為讓大眾及早關注自己的精神狀態，在香港、中國大陸及台灣，不同醫學團隊曾提出「醞釀期」與「前驅期」等不同名字，以提高大眾精神健康意識，並接受早期介入服務，減低或推遲病發的機會。
至2018年，有精神科醫生考慮到有關狀態不一定會病發，並同時避免負面標籤對早期介入服務的影響，在香港開始使用「思覺過敏」這名詞。「思覺過敏」是在思想及感官上有輕度或短暫性的困擾經歷，情況如鼻敏感、皮膚敏感一樣，在致敏原 (如長期生活壓力、環境變遷等因素)影響下，而產生過敏反應。若及早正視及接受早期介入治療，相關徵狀是有機會消退，以「過敏」起名，可給予人有復元的概念。

## 過敏徵狀
思覺過敏包括以下常見徵狀： 

### 輕度過敏
在過去一年曾有以下的困擾經歷，但情況未達到精神病學診斷標準的嚴重程度和頻率:
- 偶爾感官失衡(例如聽到不存在的聲音; 看到不存在的影像; 聞到別人聞不到的臭味; 皮膚下有蟲咬的感覺)
- 莫名其妙的恐懼或擔心會有怪事發生，對身邊的事物變得多疑敏感
- 對身邊的人起疑心，經常覺得自己被針對
- 覺得有人無故想傷害自己
- 覺得身邊的人和事疑幻疑真

### 短暫過敏
在過去一年曾出現短暫思覺失調病徵(幻覺、幻聽、妄想及言語紊亂)，但只持續了七天內並在沒有接受治療的情況下痊癒。

### 家族病歷及功能下降
近親患有思覺失調，同時個案在過去一年有明顯生活功能下降,包括： 
- 學業成績或工作表現明顯倒退
- 逐漸疏遠朋友和家人，變得孤立
- 睡眠質素下降，食慾欠佳
- 忽略個人衛生

### 其他常見徵狀
- 心情低落，焦慮，煩躁
- 認知功能減退（例如思想混亂，難以集中）
- 興趣和動力減低
- 情感淡漠

## 相關研究
為更詳細了解精神疾病病發前的狀態及探究治療的適切時間，多項研究記錄有「思覺過敏」狀態的人士在往後時間的症狀變化。根據2011年外國一項大型分析，當中檢視了27項研究及2,502名有「思覺過敏」狀態人士的變化，發現在6個月後約有18％演變為思覺失調，1年後為22％，2年後為29％，3年後為36％。另於2005年，本地一項研究發現「思覺敏感」人士會在3至6個月內隨著時間出現狀態轉變，如徵狀程度、出現次數頻率等，並在日常生活功能上逐漸倒退。兩項研究均促使業界及早關注「思覺過敏」狀態，在狀態出現變化期間，提出及早治療的重要性，減少症狀演變為精神疾病的機會。

## 預防性治療
由於「思覺過敏」主要是出現早期徵狀，個案的思維認知、邏輯推理及自覺反省仍然健全，治療方向可以不同層面介入。現階段有三種常見的治療方法，詳情如下：
- 低劑量抗精神病藥物：鑑於「思覺過敏」尚未成病，以抗精神病藥物治療是一個較具爭議性的治療方案，而藥物治療主要是用作減退徵狀、減輕當中的情緒困擾[14]。
- 奧米加3：早年曾有研究指出服用奧米加3可預防嚴重精神疾病，因當中的不飽和脂肪酸可有助精神健康，然而在近年的研究中，卻未發現服用奧米加3有分別性的成效。[15]
- 認知行為治療：此治療方法屬常見的心理治療，由專業人士如臨床心理學家提供，協助受助者認識思想、情緒及行為的關係，加強全面的自我認識，並以學習新方法應對生活壓力；治療過程中沒有任何副作用，一般較為大眾接受的治療方向。[16] [17]

目前有证据表明在第一次出现psychosis思覺失調时提供帮助，可以使患者在日后的治疗中感到更加满意，未来退出治疗的可能性也会下降。长期以来对患者的社会、认知、生活能力可能有一定的益处，也可能会降低住院率和总体对健保基金的负担，但支持这两点的证据尚且较弱。如果要提供帮助，推荐的是以认知行为疗法处理psychosis，并提供家庭关系和寻找工作方面的帮助。

## 外部連結
- 香港電台第一台《訴心事家庭》04.11.2018 何謂「思覺敏感」 （页面存档备份，存于）
- 香港電台第五台《有你同行》06.12.2018 婦女與精神健康 （页面存档备份，存于）
- 香港電台第五台《有你同行》13.12.2018 跳出思覺敏感三步曲 （页面存档备份，存于）
- 東周刊810期 5.3.2019 《時事速報》婦女當自強 走出情緒迷宮 （页面存档备份，存于）
- 東方日報 2019年5月4日 醫健寶庫：及早介入思覺過敏重整精神健康
- 香港電台第一台《精靈一點》12.07.2019 思覺過敏的世界
- 20.7.2019「正視精神」反歧視、破謬誤 精神健康專題講座: 疑幻似真 – 思覺過敏的世界 第一部份
- 20.7.2019「正視精神」反歧視、破謬誤 精神健康專題講座: 疑幻似真 – 思覺過敏的世界 第二部份
- 20.7.2019「正視精神」反歧視、破謬誤 精神健康專題講座: 疑幻似真 – 思覺過敏的世界 第三部份
- 無綫新聞28.10.2019 醫療：思覺過敏多受環境影響 需及時治療防思覺失調 （页面存档备份，存于）
- 香港01 3.12.2019【思覺過敏】出現幻覺、想法奇怪　3成患者三年內或有思覺失調 （页面存档备份，存于）
- 香港電台第一台《精靈一點》10.01.2020 婦女精神健康
- Now 新聞台【杏林在線】13.4.2020 思覺過敏